# Инквизиција
Инквизиција (лат. inquisitio - „ислеђивање“) је била установа, током средњег века у Католичкој цркви чији је задатак да ислеђује, суди и кажњава људе које је црква сматрала јеретицима.

## Развој
Почетак рада инквизиције везује се за личност папе Гргура IX (1227—1241). Најзлогласнија је била Шпанска инквизиција. Године 1232, он је послао инквизиторе у Француску под изговором да тамошњи епископи имају сувише других обавеза и зато не могу да се потпуно посвете борби са јеретицима. Окосницу инквизиције чинили су одувек доминиканци „који добро знају да убеђују отпале од Цркве“. Ислеђивање јеретика, и уопште осумњичених, помагала је државна власт. У почетку, инквизиција није била организована по територијалном принципу, него је деловала по потреби. Касније ће ово судство бити организовано по областима.
Папа Иноћентије IV је 15. маја 1252. издао папску булу под називом Ad exstirpanda која је експлицитно допуштала употребу мучења при изнуђивању признања од наводних јеретика током инквизиције, и експлицитно праштала праксу убијања повраћених „јеретика“, спаљивањем на ломачи. Була је уступала држави део имовине, конфисковане од осуђеника.
Инквизитори су најпре долазили у неко место и прво су позивали јеретике и осумњичене на покајање, прикупљали су њихова имена. Суд је имао бележника - нотара, саветнике, чуваре затвора, браниоце. Оптужени или осумњичени није знао имена сведока који сведоче против њега. Он је једноставно морао говорити истину и имена саучесника. У циљу истраге прибегавало се мучењу. Најчешће казне биле су: одузимање имовине и свих права не само окривљеног већ и његових сродника; потом је оптужени стављан у затвор. Упорни јеретици су осуђивани на смрт, и то спаљивањем на ломачи. Они који би се покајали били су задављени а потом спаљени. Тела умрлих јеретика су откопавана а потом спаљивана. У пракси, узалуд је било жалити се на донету пресуду инквизиције. Личност самог инквизитора била је неприкосновена; инквизитор је себе сматрао одговорним једино папи; на суд је могао извести и духовне ауторитете веће од себе.
Инквизиција делује брзо, потчињава јој се световна власт; у самом процесу нема адвокатских расправа и образложења. Пресуда је обично читана јавно на градском тргу. Изрицању пресуде претходила је обавезно проповед (sermo generalis; auto da fe). У присуству на хиљаде људи, осуђени се појављивао обучен у посебно одело. Смртна пресуда је обично извршавана сутрадан. У суштини, улога инквизиције била је у томе што је само проглашавала да Црква не штити јеретике и да их предаје у руке државних закона. Јеретицима је одузимана сва имовина и то у корист државе, или цркве или пак саме инквизиције.
Посебну пажњу инквизиције привукла је јужна Француска са покретом албижана, односно јеретика катара. Тамо је у Лангдоку, Алби, Нарбони, Авињону, чак дошло до оштрих сукоба у којима су 1242. године неки инквизитори били убијени. Сем Француске, инквизиција је деловала у Италији, Немачкој, Чешкој, Шпанији, али није била подједнако заступљена у свим европским земљама. У Арагону, Кастиљи, Португалу, Шпанији било је мање јеретика, а више муслимана и јудаиста. Папа Никола III је 1278. године ставио у дужност доминиканцима да тамо учвршћују римокатолицизам. Доминиканци су мисионарећи створили јак покрет против Арабљана и Јевреја, тако да су многи од њих били принуђени да приме римокатолицизам. Такви су се звали марани или новохришћани. Они су, међутим, били хришћани само по имену и за само хришћанство представљали су велику опасност, јер су нарочито у вишим слојевима народа ширили безверје. За време владавине католичких краљева Фердинанда и Изабеле у Шпанији тријумфује римокатолицизам, јеретици су прогоњени. Тако је крајем 15. века у Шпанији деловала најбоље организована инквизиција. На челу инквизиције биле су личности које је са краљевим одобрењем постављао папа. Први генерал инквизиције био је Торкемада. Инквизиција делује против новохришћана, против јудејске јереси. Око 170.000 Јевреја је протерано 1492. године. Арабљани су избегли прогоне и смрт и из страха су примили хришћанство.
Они су као хришћани били познати под именом мориски. Године 1609, око 600.000 мориска протерано је из Шпаније, док је јудејска јерес сматрана уништеном крајем 16. века. Сем јудаиста и муслимана, прогоњени су и протестанти, франко-масони, астролози. Вршена је строга цензура књига, школа, политике. Крајем 18. века инквизиција ће бити политички ангажована у спречавању продора либералних идеја из Француске. Наполеон Бонапарта је укинуо инквизицију 1808. године, али је поново обновљена 1814. године. Инквизиција је поново била на удару 1820. године. Коначно, 1834. године, на интервенцију папе, инквизиција је угашена. По извесним статистикама, које ипак нешто говоре, учинак инквизиције био је следећи: спаљено је живих 34.628 особа, протерано је 18.049, а на друге начине кажњено је око 308.214 људи.

## Инквизиторски поступак

### Време милости
Покушајмо замислити како су деловала браћа проповедници у једној покрајини сумњивој због јереси. У прво време сузбијања једна група редовника, састављена од три или четири инквизитора, стигла би у неко село где се у цркви окупило све становништво. У свечаној проповеди заклињани су сви верници да притекну у помоћ својом сарадњом, а кривци (су позивани) да затраже опроштај од Бога... Позивани су да се појаве пред судијом у року од петнаест дана до једног месеца. Било је то време милости. У овом року могао је јеретик доћи и исповедити своју заблуду, са сигурношћу да ће се према њему благо поступати. Они чија је грешка до тада била непозната и који би се сами пријавили, могли су рачунати да ће бити ослобођени сваке казне или да ће примити сасвим лагану и тајну покору, према слободном избору судије. Када је јерес била јавна, онда је признавање спасавало од смртне казне и доживотне робије. Злочин је тада био кажњен уобичајеним канонски казнама којима се често додавало једно ходочашће. У исто време, када су најављивали милост, инквизитори су проглашавали и закон вере који је обавезивао све вернике, под казном искључења, да пријаве јеретике или особе сумњиве због јереси.
Када би рок од једног месеца прошао, није се више могла очекивати баш никаква милост суда. Против свих сумњивих је предузимана потера, а и најмања сумња у правоверност могла је бити разлог истраге. Оптужени би се јавно позивали на суд, понекад усмено али чешће писмено; позив би уручивао месни жупник који је долазио у пребивалиште праћен сведоцима достојни поверења. Позивање је могло бити објављено три пута, али како се најчешће одвијало по „кратком поступку“, тако је и један позив био довољан...
Када оптужени није могао остати на слободи без опасности, или када би се дао у бекство, морало се приступити хапшењу. Инквизитори, подржани папиним ауторитетом а најчешће и оним владаревим, пребацују дужност хапшења на грађанску власт...

### Испитивање
Кад је оптужени већ једном био затворен, морао се појавити пред судом... Судија га је позивао да се закуне на Јеванђеље и тражио, ако је то било потребно, да објасни појединости. Ово испитивање се морало одвијати у присуству два редовника здравог духа и једног бележника или клирика који је био задужен да води поступак... Они изнуђују признања обећавајући благонаклоност суда, али нагомилавају доказе посредством једне „овце“ (најамника), који би се претворио да припада истој секти као и осумњичени... Као у грађанском праву два сведока била су довољна за доношење пресуде... Осуђени није готово никада био суочен са сведоцима, чија су имена остајала тајна, јер је требало избећи одмазде које су претиле проказивачима; он је само знао шта је против њега било изнесено...

### Присила
Црква је највише важности придавала признањима, која су јој се чинила важнијим од доказа. Ако би оптужени, упркос свему, упорно одбијао, инквизитор је могао употребити средства присиле, од којих је једно био превентивни затвор. Било је више ступњева казни и судије су бирали начин који им се чинио најпогоднијим. Кривац је могао бити окован, подвргнут дугим постовима или лишаван сна... Било је одређено једно ограничење: избегавати сакаћења и опасност од смрти - али то је била само форма да се избегну канонске нерегуларности. Од казни најчешће су биле: бичевање, козлић, страпада и огањ...

### Пресуда
Пресуда је била одређена свечано за време јавне седнице а називала се sermo generalis (општа опомена), auto da fe (акт вере) код Шпанаца. Овом обреду који се најчешће славио недељом, присутни су били високи чиновници, краљевски официри, клир и заједница верника. На главном тргу или пред црквом биле су постављене трибине како би се оптужени што боље видели. Рано јутром је велики инквизитор држао проповед коју би повремено прекидао, тражећи од народа да прокламира своју веру. Затим је долазило проглашење подељених милости, осуђени су се на коленима одрицали заблуде и молили; казна одлучења, под којом су све до тог тренутка били, укидана. Потом су се набрајале казне против јеретика, од најлакших па до најстрашнијих.

### Казне
Међу најстрашнијим казнама предвиђене су три врсте: одузимање имања, затвор и смрт. Црква је предавала световним властима - била је то побожна формула - јеретике који се не би покајали или би се повратили и кривоверје, јер је била беспомоћна пред тврдокорним секташима који се нису одрицали својих заблуда. Казна је била ломача...
Затвор или „мурус“ био је различит, већ према тежини прекршаја. „Мурус стриктус“ - уски зид - значи задржавање у једном мрачном затвору. Осуђеници су били оковани и каткад приковани за зид тамнице. „Мурус ларгус“ - широки зид - значио је за затворенике слободнији режим јер се могао кретати. Кад би један покојник био осумњичен због јереси, инквизиција је отварала процес у току којег су баштиници могли бранити успомену преминулог. Свети суд је наређивао ископавање и спаљивање леша. Мртвачке кости су на једној врсти асуре биле вучене кроз улицу; јавни гласник је ишао напред претећи живима истом судбином. Затим се приступало спаљивању јер се злочин кривоверја морао прогонити и после смрти...

## Укидање инквизиције
Најпознатија била је шпанска инквизиција коју су 1478. године основали Фердинанд и Изабела, католички краљеви, била је независна од папе, иако су чињени безуспешни покушаји увођења апелације на Рим. Прогон новопокрштених Јевреја и муслимана је посебна била активност шпанске инквизиције. Ретки протестанти или англиканци су спаљени, прогон вештица мањег интензитета али су систематски сурово кажњавани бласфемија и посебно содомија (од 1572. интензивно). Инквизиција је постала краљевска тајна полиција која је судила за ванбрачну децу, за бигамију, прељубу и друге прекршаје. Мучење примењивано чешће и ригорозније, али и правно много више утемељено, са строго вођеним записима о томе кад и за шта су примењивани врло сурови методи мучења.
Шпанска инквизиција је коначно укинута 15. јула 1834. године, а у Јужној Америци су наставиле да постоје мексичка и перуанска инквизиција.
Португал је имао другачију судбину. Папска инквизиција је основана 1521. године у тада моћном Португалу, а поред јеретика, муслимана и Јевреја њено деловање је проширено на цензуру, бигамију и друге преступе. Инквизиција је уведена и за колоније круне Португала, тачније за Гоу и Бразил. Противреформација у Риму изнедрила је 1542. године оснивање установе која се звала Конгрегација уреда инквизиције. Њу је папа Павле III основао са циљем да се учвршћује римокатоличка вера и њене догме, да се искорењује јерес и посебно сузбија протестантизам. Тада су под инквизиторе стигла дела Николе Коперника, а та инквизиција је осудила Галилеа Галилеја,  Ђордана Бруна и друге.
Тек су Наполеонови ратови и промене које је Европа доживела довели до постепеног укидања инквизиције. Укинута је у Венецији 1806. године, инквизиција је у периоду 1813-1825. године укинута и у Латинској Америци, у време борби ових земаља за независност. Иако су повремено спаљивани људи по Европи, дефинитивно је инквизиција укинута, односно преименована 1906. године у Sacra congregatio Romanae et universalis inquisitionis seu Sancti officii. У време папе Павла VI, који је укинуо Index librorum prohibitorum, основана је и 1965. године Congregatio pro doctrina fide. Тиме је инквизиција и формално добила један сасвим нови облик и напуштена је као застарела.